# وارد (آلاباما)
وارد (به انگلیسی: Ward) یک منطقهٔ مسکونی در ایالات متحده آمریکا است که در شهرستان سومتر، آلاباما واقع شده‌است. وارد ۶۱٫۸۸ متر بالاتر از سطح دریا واقع شده‌است.